# Youssef Ibrahim
Youssef Ibrahim (* 2. März 1999 in Kairo) ist ein ägyptischer Squashspieler.

## Karriere
Youssef Ibrahim begann seine professionelle Karriere im Jahr 2015 und gewann bislang neun Turniere auf der PSA World Tour. Seine höchste Platzierung in der Weltrangliste erreichte er mit Rang elf im Juni 2022. 2016 spielte er dank einer Wildcard im Hauptfeld der Weltmeisterschaft. Er verlor in der Auftaktrunde gegen Grégoire Marche in vier Sätzen.
2022 erreichte er bei den Windy City Open in Chicago als ungesetzter Spieler das Finale des Platinum-Turniers und unterlag in fünf Sätzen dem Weltranglistenführenden Paul Coll.

## Erfolge
- Gewonnene PSA-Titel: 9